# Qandeel Baloch

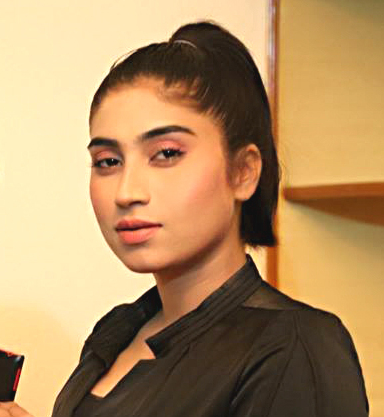
Qandeel Baloch

Fouzia Azeem (Urdu: فوزیہ عظیم, 1 maart 1990 – 15 juli 2016), beter bekend onder de naam Qandeel Baloch (Urdu: قندیل بلوچ), was een Pakistaans model, actrice, feministische activist en beroemdheid in de sociale media. Baloch werd bekend vanwege haar vlogs waarin zij haar dagelijkse bezigheden en diverse controversiële zaken ter sprake bracht.
Baloch werd op 1 maart 1990 geboren in het conservatieve plaatsje Shah Sadar Din, dat ligt in Dera Ghazi Khan in de Pakistaanse provincie Punjab. Ze had zes broers en zes zussen. Haar eerste baan was als reisoperator op een bus.
Qandeel Baloch kreeg voor het eerst media-aandacht in 2013, toen zij auditie deed voor Pakistan Idol. Haar auditie werd zeer enthousiast op het internet ontvangen, waarna zij een beroemdheid werd op het internet. Zij werd een van de 10 meest gezochte mensen van Pakistan in zoekmachines en zij werd zowel vereerd als bekritiseerd vanwege de inhoud van haar video's en commentaren.
Op de avond van 15 juli 2016 werd Baloch in haar slaap gewurgd toen zij overnachtte in het huis van haar ouders in Multan. Haar broer Waseem bekende dat hij de moord had gepleegd en gaf aan dat zij de eer van de familie in diskrediet had gebracht.